# The Witcher 3: Wild Hunt
The Witcher 3: Wild Hunt (tiếng Ba Lan: Wiedźmin 3: Dziki Gon - Thuật Sĩ 3, Cuộc Săn Hoang Dã「偨符水3, 野狩」) là một game hành động nhập vai được phát triển và phát hành bởi CD Projekt RED, ra mắt lần đầu vào ngày 19 tháng 5 năm 2015 cho các nền tảng PlayStation 4, Xbox One, và Microsoft Windows. Đây là tựa game thứ 3 và cũng là game kết thúc cho series game The Witcher, sau The Witcher và The Witcher 2: Assassins of Kings. Bối cảnh trong game cũng như của cả series game dựa trên loạt tiểu thuyết viễn tưởng The Witcher của nhà văn Ba Lan Andrzej Sapkowski, nhưng nội dung là các sự kiện xảy ra sau đó.

## Bối cảnh
Bối cảnh trong game là mô típ thường thấy trong các câu truyện thần thoại châu Âu. Địa điểm trong game là một lục địa rộng lớn (Continnent hay Đại Lục) với đủ chủng tộc: người, elf, hay người lùn cùng vô vàn các loại quái vật và ma quỷ chỉ xuất hiện trong truyền thuyết. Nhân vật chính là Geralt xứ Rivia, một witcher (thợ săn quái vật) đến từ Witcher School of Wolf (Trường phái Witcher Sói) với biệt danh White Wolf (Sói Trắng), phiêu du qua các miền đất ở cõi phía Bắc của Continent.
Thân phận của Geralt và các nhân vật chính trong game đan xen lẫn nhau rất phức tạp, liên quan trực tiếp đến các diễn biến trong tiểu thuyết của Andrzej Sapkowski và hai phiên bản game tiền nhiệm, người chơi có thể khám phá những điều này qua đối thoại với những nhân vật phụ (NPC) và những cuốn sách trong suốt cả series game. Ví dụ như Yennefer đã từng bị Wild Hunt bắt đi, Geralt đi cứu cô, rồi Ciri đến cứu cả hai người và sau đó cả Geralt và Yen đều bị mất trí nhớ (mở đầu cho game The Witcher). Cuộc phiêu lưu của Ciri sau đó, tại sao cô rời Geralt và Yennefer, cô đã đi đâu và làm gì trước quay trở lại thế giới thực tại ở Continent. Tất cả tạo nên một cuộc sống phức tạp trước và sau khi mất trí nhớ của Geralt, sau đó lại hồi phục được một phần trí nhớ (ví dụ Yen là người tình của anh trước khi mất trí nhớ, sau khi bị mất trí nhớ anh lại yêu Triss, sau đó hồi phục được lại nhớ ra Yen). Tất cả giải thích vì sao cả Ciri là Yennefer không hề xuất hiện trong hai game trước đột nhiên trở thành nhân vật chính trong phần thứ ba này.
Tiếp diễn câu chuyện từ The Witcher 2, Đế Chế Nilfgaard hùng mạnh phía Nam dưới sự cai trị của Hoàng Đế Emhyr var Emeris đem quân chinh phạt liên minh các vương quốc phía Bắc. Emhyr đã chiếm được Vương Quốc Temeria và mở rộng chiến tranh sang Vương Quốc Redania của Vua Radovid V và Skellige, quốc đảo nằm ngoài khơi Continent. Trong khi đó, Redania dưới sự cai trị của Radovid (một tên bạo chúa nhưng lại có đầu óc chiến lược) vẫn phòng ngự kiên cường trước sự tấn công của Nilfgaard, một mặt vẫn tiếp tục mở các chiến dịch truy quét phù thủy và pháp sư trong nước một cách tàn bạo.

## Cốt truyện
Sau vài năm xa cách, witcher Geralt xứ Rivia, lúc này đã hồi phục trí nhớ, bất ngờ nhận được một bức thư từ người tình cũ, cô phù thủy Yennefer of Vengerberg. Anh lập tức lên đường tìm cô và khi hai người hội ngộ, Yennefer dẫn Geralt về Vizima, kinh thành của Vương Quốc Temeria đang bị Hoàng Đế Emhyr var Emreis của Đế Chế Nilfgaard chiếm giữ. Tại đây anh diện kiến Emhyr và được ông ta báo rằng đã có tin tức Ciri xuất hiện (Ciri hay Cirilla là con gái nuôi của Grealt và Yennefer và là người con gái thất lạc từ nhỏ của Emhyr) và hiện tại đang trong tình trang rất nguy hiểm khi bị thế lực Wild Hunt đuổi theo (Wild Hunt là một quân đội người Elf dưới sự chỉ huy của Eredin đến từ thế giới khác, với tham vọng chiếm đoạt được sức mạnh thừ hưởng từ Elder Blood trong người Ciri). Theo như tin tình báo của Emhyr gửi về thì Ciri có thể đã xuất hiện ở Velen (một tỉnh thuộc Temeria bị tàn phá nặng nề bởi triến tranh) và Novigrad (Thành phố tự do và cũng là thành phố lớn nhất Phương Bắc). Đồng thời Yen cũng phát hiện ra những dấu tích cho thấy Ciri có thể đang ở Skellige. Geralt ngay lập tức lên đường đến Velen trong khi Yen cũng xuất phát đến Skellige để tìm manh mối về Ciri.
Khi đến Velen, Geralt tìm đến gặp gián điệp của Emhyr nhưng Wild Hunt đã nhanh hơn anh một bước, giết chết người gián điệp đó. May mắn thay, Geralt đã tìm được những tài liệu quan trọng mà người này để lại. Qua đó anh biết được Ciri đã từng trú chân tại lãnh thổ của một người Nam Tước địa phương tự phong có biệt hiệu Bloody Baron (Nam Tước Khát Máu) và có dính dáng đến Ladies of the Wood (Các Quý Cô Rừng Núi, thực tế là ba thực thể cổ đại vô cùng nguy hiểm có tên là The Crones muốn ăn thịt Ciri). Nhờ sự giứp đỡ từ người bạn cũ là phù thủy Keira Metz cũng như những thông tin có được từ Bloody Baron, Geralt biết được Ciri đã từng đồng hành với một pháp sư người elf bí ẩn. Đồng thời xác định được Ciri đã rời Velen để đến Novigrad.
Đến Novigrad, anh đoán Ciri chắc chắn sẽ cố liên lạc với anh hoặc Yen, hoặc là những người bạn cũ của cô. Anh đã tìm đến phù thủy Triss Merigold (người tình của anh sau khi anh mất trí nhớ), tuy nhiên cô không hề nhận được liên lạc từ Ciri. Triss chỉ cho anh đến gặp một cô đồng, qua đó, Geralt biết được Ciri đã tìm gặp Dandelion và Dudu (hai người bạn cũ) và có dính dáng đến một tên đại ca trong thế giới ngầm của thành phố này có biệt hiệu là Whoreson Junior (Thằng Khốn Con). Nhờ sự giúp đỡ của Sigismund Djikstra và Vernon Roche, Geralt đã lần ra được hang ổ của Whoreson Junior và có thêm thông tin của Ciri. Đồng thời với sự trợ giúp từ Triss, Priscilla, Zoltan Chivay và Dudu anh đã giải cứu được Dandelion hiện đang bị bắt giữ. Qua lời kể của Dandelion, do anh giới thiệu, Ciri tìm đến Whoreson Junior với hi vọng với quan hệ rộng khắp của hắn có thể giúp cô giải được một lời nguyền nào đó. Tuy nhiên mọi chuyện vuột khỏi tầm tay khi Whoreson Junior trở mặt với Ciri. Cô và Dandelion bị truy sát bởi đám lính, sau khi bọc lót để Dandelion chạy trốn an toàn, Ciri đã sử dụng phép thuật dịch chuyển tức thời đi chỗ khác. Tuy nhiên cảm thấy lo lắng cho sự an nguy của Ciri, Dandelion đã quay trở lại và bị bắt.
Việc Ciri biến mất đột ngột ở Novigrad khiến các manh mối tại đây đi vào ngõ cụt, Geralt quyết định đến Skellige hội ngộ cùng Yennefer. Anh cùng Yen truy vết ra trước đó Ciri và pháp sư bí ẩn người elf đã bị Wild Hunt truy đuổi đến Skellige, tuy nhiên người pháp sư đó đã mở được cánh cổng giúp Ciri chạy trốn đến Velen. Sau đó, Geralt và Yen tìm đến một ngôi làng từng bị Wild Hunt tấn công và tìm ra được tung tích một gia đình từng giúp đỡ Ciri ở đây. Qua đó họ biết được rằng sau khi rời Novigrad, Ciri đã quay lại Skellige lần thứ hai hội ngộ với pháp sư elf và họ tiếp tục bị Wild Hunt truy đuổi ở đây. Ciri có thể đã chạy trốn được, hoặc đã bị dính lời nguyền rất mạnh từ Wild Hunt và biến thành một sinh vật xấu xí. Geralt chợt nhớ ra anh đã từng gặp sinh vật này trong nhà của Bloody Baron, tên nó là Uma. Geralt hẹn gặp Yen ở Kaer Morhen (pháo đài nơi Geralt được đào tạo từ nhỏ) và quay trở lại Velen và mang Uma đi.
Ở Kaer Morhen, Geralt, Yen, và những người bạn đã gỡ được lời nguyền trên Uma. Hóa ra Uma chính là vị pháp sự người elf bí ẩn, tên là Avallac'h. Avallac'h cũng đến từ thế giới khác và cùng tộc với Eredin và Wild Hunt. Avallac'h nói rằng hiện giờ anh ta đang giữ Ciri trên Đảo Sương Mù ngoài khơi Skellige. Geralt ngay lập tức đi đến Đảo Sương Mù cùng với đốm sáng hương dẫn triệu hồi từ Avallac'h. Tại đây Geralt tìm thấy Ciri trong tình trạng bất động, anh đau khổ ôm chầm lấy Ciri và đốm sáng của Avallac'h đánh thức Ciri dậy trên tay anh. Ciri dịch chuyển tức thời cùng Geralt về Kaer Morhen trước khi Wild Hunt kịp đến. Nhận thấy sớm muộn Wild Hunt cũng sẽ tấn công Kaer Morhen, Geralt và các bạn quyết định đanh một trận sống còn với chúng tại đây. Anh tìm kiếm tất cả mọi sự giúp đỡ từ bạn bè khắp nơi. Tuy đã tính toán rất kỹ nhưng lực lượng Wild Hunt quá áp đảo so với họ khiên phe Geralt thất thế và bị ép lùi sâu vào pháo đài. Trong khi bảo vệ Ciri, Vesemir (người witcher già quản lý pháo đài Kaer Morhen, thầy của Geralt và Ciri) đã hi sinh. Tức giận bộc phát, Ciri đã phóng toàn bộ sức mạnh của mình, đầy lùi Wild Hunt.
Sau trận Kaer Morhen, Geralt quyết định sẽ phải tiêu diệt Wild Hunt một lần và mãi mãi. Nhận thấy sức mạnh ma thuật của phù thủy có thể gây thiệt hại lớn lên Wild Hunt, Yen và Triss quyết định tìm lại các nữ phù thủy thuộc hội Lodge of Sorceresses đang ẩn nấp do chính sách đàn áp tàn bạo của Radovid. Đồng thời, Geralt và Avallac'h đã lôi kéo được một cận vệ của Eredin là Ge'els tiết lộ bí mật về Sunstone hiện đang nằm ở Skellige, vật có thể dụ Eredin và Wild Hunt đến. Hoàng Đế Emhyr cũng hoãn chiến dịch đánh chiếm Skellige lại để tập trung quân lực đối phó với Wild Hunt. Geralt tìm được Sunstone và dụ được Wild Hunt vào bẫy, hai bên giao chiến quyết liệt và Geralt hạ được Eredin. Sau đó Yennefer đến kịp thời cứu Geralt ra khỏi vòng vây của Wild Hunt. Đúng lúc đó những trận động đất và bão tuyết bắt đầu xuất hiện, Geralt và Yennefer phát hiện Avallac'h đã đưa Ciri lên một đỉnh tháp. Geralt và Yen đuổi theo, Yen dùng phép thuật phá được một lỗ hổng trong rào chắn bảo vệ của Avallac'h giúp Geralt đi vào. Ở đây Ciri nói với anh rằng lời tiên đoán về White Frost (một cơn bão tuyết khổng lồ dần nuốt chửng tất cả các thế giới) là sự thật và nó đang đến với thế giới này. Chỉ có dòng máu Elder Blood trong người cô mới chắn được nó, Ciri đã quyết định hi sinh thân mình để bảo về thế giới.

### Các kết thúc
Game có vô số các phiên bản tổ hợp kết thúc, hoàn toàn phụ thuộc vào cách người chơi lựa chọn.
Số phận của Ciri, phụ thuộc vào cách Geralt tương tác với Ciri sau trận Kaer Mohen đến cuối game.
- Kết thúc buồn: Ciri có lẽ đã chết trong nỗ lực ngăn chặn White Frost. Geralt tìm giết The Crones cuối cùng để lấy lại sợi dây chuyền của Vesemir - kỉ vật cuối cùng của Ciri. Sau khi tìm được nó, Geralt đau khổ gục xuống. Xung quanh anh lũ quái vật bắt đầu bủa vây và màn hình dần chuyển tối.
- Kết thúc tốt: White Frost được ngăn chặn, Ciri không chết. Nhưng sau đó cô tạm biệt Geralt và trở thành Nữ hoàng của Nilfgaard. Để đạt được điều này ít nhất người chơi cần phải đưa Ciri đến diện kiến Emhyr và đảm bảo Nilfgaard chiến thắng trong cuộc chiến.
- Kết thúc hạnh phúc: White Frost được ngăn chặn, Ciri không chết. Geralt nói dối Emhyr là Ciri đã chết. Anh mua tặng Ciri một thanh kiếm bạc quý và cô theo chân Geralt trở thành một witcheress (nữ witcher). Để đạt được điều này ít nhất người chơi phải lựa chọn không mang Ciri đến diện kiến Emhyr hoặc có nhưng Nilfgaard thua trong cuộc chiến.

Số phận của Geralt.
- Ciri chết: Số phận của Geralt không được nhắc đến.
- Geralt không chọn tình yêu với Triss và Yennefer (hoặc chọn cả hai) và Ciri không chết: Anh sẽ tiếp tục cuộc phiêu lưu trên lưng ngựa với cuộc sống của một witcher.
- Geralt chọn yêu Triss và Ciri không chết: Anh và Triss có một cuộc sống sung túc ở Kovir, nơi mà Triss làm cố vấn cho Vua của vương quốc này. Geralt thi thoảng chỉ đi săn quái vật vì thú vui. Để đạt được điều này Geralt phải giúp Triss sơ tán các phù thủy khỏi Novigrad.
- Geralt chọn yêu Yennefer và Ciri không chết: Anh và Yen có một cuộc sống thầm lặng tránh xa mọi sự kiện bên ngoài. Geralt gần như rửa tay gác kiếm. Để đạt được điều này Geralt phải giúp Yen phá bỏ lời nguyền giữa anh và cô.

Ngoài ra kết cục của cuộc chiến giữa Đế Chế Nilfgaard và Vương Quốc Redania cũng phụ thuộc vào các hành động của người chơi.
- Radovid không bị ám sát (Geralt không cung cấp thông tin cho Djikstra hoặc có nhưng không tham gia ám sát): Redania sẽ chiến thắng cuộc chiến và Radovich thống nhất phần lớn Phương Bắc bao gồm cả Novigrad. Tuy nhiên đó là một nền hòa bình trong biển máu khi Radovid ngày càng mở rộng quy mô cuộc diệt chủng của mình trên toàn lãnh thổ. Emhyr sẽ bị lực lượng chống đối trong nước ám sát.
- Geralt tham gia ám sát Radovid và đứng về phía Djikstra (Vernon Roche chết): Redania sẽ chiến thắng cuộc chiến và Djikstra thống trị phần lớn Phương Bắc. Tuy sự tự do có phần bị kiềm kẹp nhưng sẽ là một Phương Bắc ổn định về kinh tế. Emhyr sẽ bị lực lượng chống đối trong nước ám sát.
- Geralt tham gia ám sát Radovid và đứng về phía Vernon Roche (Djikstra chết): Redania không còn nhân tài chèo lái và Nilfgaard sẽ chiến thắng cuộc chiến, Emhyr tiêu diệt Redania và gần như toàn bộ Phương Bắc (trừ Vương quốc Kovir và Poviss). Emhyr khôi phục Temeria thành một nước độc lập, là phần thưởng cho việc Roche giúp đỡ Nilfgaard xâm chiếm Phương Bắc. Emhyr xây dựng vững chắc ngôi vương và tiêu diệt toàn bộ lực lượng chống đối trong nước.

Kết cục của Skellige:
- Geralt trợ giúp Hjalmar trong vụ điều tra thảm sát: Hjalmar sẽ trở thành vua mới của Skellige. Vào mỗi mùa xuân, vị vua trẻ luôn phát động chiến tranh quấy phá biên giới Nilfgaard dù tổn thất vô cùng nặng nề.
- Geralt trợ giúp Cerys trong vụ điều tra thảm sát: Cerys sẽ trở thành Nữ hoàng của Skellige. Tuy không chấm dứt được hoàn toàn mâu thuẫn giữa các dòng họ, nhưng dưới sự dẫn dắt của vị Nữ vương đầu tiên, Skellige phát triển ổn định và hòa bình.
- Geralt không theo ai: Vụ ám sát không tìm ra được thủ phạm, Svanrige trở thành vua mới của Skellige. Vị vua này đã phát động một cuộc nội chiến; tuy đổ máu nhưng cuối cũng đã thống nhất được các dòng họ ở Skellige lần đầu tiên sau nhiều năm tranh chấp và biến quốc đảo này thành một nền quân chủ chuyên chế theo mô hình của các quốc gia ở Continent.

## Nhân vật và diễn viên lồng tiếng (Tiếng Anh)[1]
| Geralt             | Doug Cockle         | Doug Cockle         | Doug Cockle         |
| Yennefer           | Denise Gough        | Denise Gough        | Denise Gough        |
| Ciri               | Jo Wyatt            | Jo Wyatt            | Jo Wyatt            |
| Triss Merigold     | Jaimi Barbakoff     | Jaimi Barbakoff     | Jaimi Barbakoff     |
| Keira Metz         | Katie McGuinness    | Katie McGuinness    | Katie McGuinness    |
| Bloody Baron       | James Clyde         | James Clyde         | James Clyde         |
| Sigismund Djikstra | Richard Hawley      | Richard Hawley      | Richard Hawley      |
| Zoltan Chivay      | Alexander Morton    | Alexander Morton    | Alexander Morton    |
| Dandelion          | John Schwab         | John Schwab         | John Schwab         |
| Priscilla          | Emma Hiddleston     | Emma Hiddleston     | Emma Hiddleston     |
| Avallac'h          | Michael Maloney     | Michael Maloney     | Michael Maloney     |
| Emhyr var Emreis   | Charles Dance       | Charles Dance       | Charles Dance       |
| Vesemir            | William Roberts     | William Roberts     | William Roberts     |
| Lambert            | Christian Contreras | Christian Contreras | Christian Contreras |
| Eskel              | Tom Clarke Hill     | Tom Clarke Hill     | Tom Clarke Hill     |
| Ermion             | Patrick Drury       | Patrick Drury       | Patrick Drury       |
| Crach an Craite    | Gary Lilburn        | Gary Lilburn        | Gary Lilburn        |
| Cerys an Craite    | Sarah Greene        | Sarah Greene        | Sarah Greene        |

## Lối chơi
Lối chơi ở góc nhìn thứ ba của The Witcher 3 thừa hưởng từ The Witcher 2 và cái tiến thêm. Khác với nhiều tựa game nhập vai nổi tiếng khác, The Witcher 3 không cho phép người chơi lựa chọn lớp nhân vật khác nhau. Geralt là một chiến binh hoàn toàn đánh cận chiến với hai kiếm sau lưng, kiếm thép để chiến đấu với người và kiếm bạc để chiến đấu với quái vật, cùng với đó là sự hỗ trợ của nỏ, bom, các loại thuốc và các loại ấn (signs) khác nhau đặc trưng của witcher. Hệ thống nâng cấp kỹ năng chiến đấu và các signs trong game rất đa dạng, đồng thời số lượng vũ khí và áo giáp là vô cùng lớn để game thủ có thể thoải mái lựa chọn. Lối đánh của game khá gần với các game hành động, người chơi có các lựa chọn đánh nhanh, đánh mạnh, né đòn, đỡ, hoặc phản công đối phương.
Tương tác lựa chọn hội thoại là xu hướng trong nhiều game hiện nay, The Witcher 3 cũng không phải ngoại lệ. Những sự lựa chọn này rất đa dạng và ảnh hưởng đến phần tiếp theo và kết cục toàn bộ trong game. Người chơi có thể phải lựa chọn một trong hai người nào đó, dẫn đến kết cục người kia phải chết (ví dụ giữa Sigismund Djikstra và Vernon Roche), hoặc lựa chọn giết một người nào đó hoặc thuyết phục họ trở thành đồng minh, hay thậm chí có thể để họ đi vào chỗ chết và sau đó nhận một cái chết vô cùng khủng khiếp (ví dụ Keira Metz). Có những lựa chọn quan trọng ảnh hưởng trực tiếp đến kết cục của Geralt như giúp Triss và những người bạn của cô thoát khỏi sự truy sát bọn thợ săn phù thủy, hay lựa chọn tình yêu giữa Triss và Yennefer (người chơi có thể hoàn toàn không chọn ai, nếu cố tình chọn cả hai người thì sau này cả hai cô sẽ phát hiện và đều chia tay với anh). Những đoạn hội thoại giữa Geralt với Ciri kể từ sau trận Kaer Morhen sẽ quyết định đến số phận của cô.

## Phát hành
Sau hai lần thông báo trì hoãn, The Witcher 3: Wild Hunt chính thức phát hành toàn cầu vào ngày 19 tháng 5 năm 2015 cho các nền tảng PlayStation 4, Xbox One, và Microsoft Windows. Ngay sau đó CD Projekt RED tiếp tục tung ra các bản patch vá các lỗi nhỏ và đưa vào một số đồ và nhiệm vụ mới. CD Projekt RED ra mắt hai bản mở rộng (DLC) là Hearts of Stone vào tháng 10 năm 2015 và Blood and Wine vào đầu năm 2016. Một phiên bản Game of the Year đã được CD Projekt RED tung ra với đầy đủ các bản mở rộng và updates vào ngày 30 tháng 8 năm 2016.

## Phát triển
CD Projekt RED chính thức thống báo dự án The Witcher 3: Wild Hunt vào ngày 4 tháng 2 năm 2013 trên trang Game Informer, dự định sẽ ra mắt năm 2014 trên nền tảng PC và "các nền tảng mới nhất có thể". Sau này mọi chuyển trở nên rõ ràng khi các "nền tảng mới" họ đề cập đến là PlayStation 4 và Xbox One sẽ ra mắt vào tháng 11 cùng năm. Tuy nhiên, vào ngày 11 tháng 3 năm 2014, game được thông báo là sẽ hoãn ngày ra mắt từ Mùa Thu 2014 sang tháng 2 năm 2015. Theo tuyên bố chính thức từ đội ngũ phát triển game, họ đã tạo ra được "một cốt truyện tự nhiên và kịch tính, cùng với đó là hệ thống âm thanh và đồ họa tuyệt đỉnh nhưng vẫn giữ được sự tự do trong việc lựa chọn đối thoại". Họ nói lý do trì hoãn là bởi vì họ muốn kiểm tra kỹ càng từng chi tiết để khi ra mắt đó sẽ là một tựa game chất lượng. Vào ngày 8 tháng 12 năm 2014, một lần nữa CD Projekt RED khiến giới truyền thông và game thủ thất vọng khi quyết định tiếp tục hoãn ngày phát hành game đến 19 tháng 5 năm 2015.
The Witcher 3: Wild Hunt được phát triển dựa trên engine đồ họa mới nhất REDengine 3 độc quyền của studio (đây là engine do hãng tự phát triển). REDengine là một dòng engine thiết kế riêng đặc biệt dành cho việc tạo ra những game có môi trường tính chất phi tuyến tính và thế giới mở rộng lớn như The Witcher 3. Do đó, nó giứp cho hãng loại bỏ những phát sinh không mọng đợi và tạo ra được một "môi trường mở phức tạp và đa chiều". Với engine đồ họa này, CD Projekt RED tự tin có thể tạo ra một cốt truyện đồ sộ và phức tạp nhưng không cần phải đánh đổi các thiết kế về sự rộng lớn của một tựa game thế giới mở.

## Đánh giá và tiếp nhận
The Witcher 3: Wild Hunt nhận số điểm vô cùng cao từ các trang đánh giá game có uy tín, thậm chí có những trang đánh giá The Witcher 3 là hoàn hảo, phần lớn còn lại đều chấm điểm trên 9 hoặc 90% cho cả ba nền tảng (xem bảng bên). Game được đánh giá cao về hầu như tất cả mọi mặt: âm thanh, lối chơi, cốt truyện, và mục lựa chọn hội thoại vô cùng hợp lý.
Kevin VanOrd của gamepot chấm điểm tuyệt đối 10/10 cho The Witcher 3, đánh dấu game thứ 9 của gamepot có số điểm hoàn hảo, với lời nhận xét "một trong những game nhập vai xuất sắc nhất từng được tạo ra". Erik Kain của tờ Forbes có chung nhận định với lời nhận xét "có lẽ là một trong những game thế giới mở hay nhất" anh từng chơi.
Daniel Bloodworth của GameTrailers chấm game số điểm gần tuyệt đối 9.8/10, anh nhận xét game là "một cuộc phiêu lưu đầy sâu sắc và rộng lớn, luôn khiến anh cảm thấy vô cùng ấn tượng. Vince Ingenito của IGN chấm game 9.3/10 với lời nhận xét: "The Witcher 3 khép lại câu chuyện về Geralt ở một nốt rất cao."

### Doanh thu
Trước ngày ra mắt, game đã có 1.5 triệu lượt đặt hàng. Trong tuần đầu tiên ra mắt thị trường Anh Quốc, The Witcher 3: Wild Hunt ngay lập tức leo lên vị trí số 1 về doanh số bán hàng và tổng doanh thu cao hơn 600% so với người tiền nhiệm The Witcher 2: Assassins of Kings. Game đồng thời cũng soán ngôi Battlefield Hardline để trở thành game bán chạy nhất năm 2015 tại Anh Quốc (tính tới ngày 26 tháng 5). Điều tượng tự được tái diễn tại thị trường Nhật Bản khi game nhanh chóng giành được vị trí số 1 với doanh số 67,385 bản được bán ra trong tuần đầu tiên. 4 triệu bản là con số bán ra của game trong hai tuần đầu ra mắt trên toàn thế giới, và tăng thêm 2 triệu bản trong 4 tuần kế tiếp để cán mốc 6 triệu bản trong 6 tuần đầu tiên. Những con số ấn tượng này đã mang lại một nguồn lợi nhuận lên đến 62.5 triệu USD cho CD Projekt RED trong nửa đầu 2015. Tại thời điểm tháng 6/2019, The Witcher 3: Wild Hunt đã cán mốc hơn 20 triệu bản, trở thành một trong những game bán chạy nhất mọi thời đại. Con số này dự tính sẽ còn tăng lên khi game đổ bộ lên nền tảng mới Nintendo Switch.

### Giải thưởng
The Witcher 3: Wild Hunt xuất hiện gần như trong tất cả các đề cử mà một game có thể có tại lễ trao giải The Game Awards 2015 (là giải thưởng danh giá nhất dành cho trò chơi điện tử kề từ sau khi giải thưởng Spike Video Game Awards bị ngừng lại năm 2014, người sản xuất giải thưởng này cũng là người sản xuất trước kia của Spike Video Game Awards, Geoff Keighley).
Các hạng mục đề cử cho The Witcher 3: Wild Hunt bao gồm: Game Của Năm (Game of the Year), Nhà Phát triển Của Năm (Developer of the Year đề cử cho CD Projekt Red), Lồng Tiếng xuất sắc nhất (Best Performance đề cử cho Doug Cockle trong vai Geralt), Game Nhập Vai xuất sắc nhất (Best Role Playing Game), Lối Dẫn Chuyện Hay Nhất (Best Narrative), Chỉ Đạo Nghệ thuật xuất sắc nhất (Best Art Direction), và Âm nhạc xuất sắc nhất (Best Soundtrack). Cuối cùng, vượt qua một loạt các đối thủ sừng sỏ khác như Bloodborne của FromSoftware, Fallout 4 của Bethesda Game Studios, Metal Gear Solid V: The Phantom Pain của Kojima Productions, và Super Mario Maker của Nintendo, The Witcher 3: Wild Hunt và CD Projekt Red đã dành chiến thắng trong hai hạng mục quan trọng nhất là Game Của Năm và Nhà Phát triển Của Năm.
Ngoài ra game còn nhận nhiều đề cử và giải thưởng từ những cuộc bình chọn khác (xem bảng dưới).
| Giải thưởng                              | Hạng mục  | Kết quả |
| ---------------------------------------- | --------- | ------- |
| Golden Joystick Awards                   |           |         |
| Ultimate Game of the Year                | Đoạt giải |         |
| Best Storytelling                        | Đoạt giải |         |
| Best Visual Design                       | Đoạt giải |         |
| Best Gaming Moment                       | Đoạt giải |         |
| Most Wanted (2014)                       | Đoạt giải |         |
| Most Wanted (2013)                       | Đoạt giải |         |
| Global Game Awards                       |           |         |
| Game of the Year                         | Đoạt giải |         |
| Best Open World                          | Đoạt giải |         |
| Best Story                               | Đoạt giải |         |
| Best Audio                               | Đoạt giải |         |
| Best RPG                                 | Đề cử     |         |
| Best Graphics                            | Đề cử     |         |
| The Game Awards 2015                     |           |         |
| Game of the Year                         | Đoạt giải |         |
| Best Narrative                           | Đề cử     |         |
| Best Score/Soundtrack                    | Đề cử     |         |
| Best Performance (Doug Cockle as Geralt) | Đề cử     |         |
| Best Role-Playing Game                   | Đoạt giải |         |
| Best Art Direction                       | Đề cử     |         |